# Der Hase

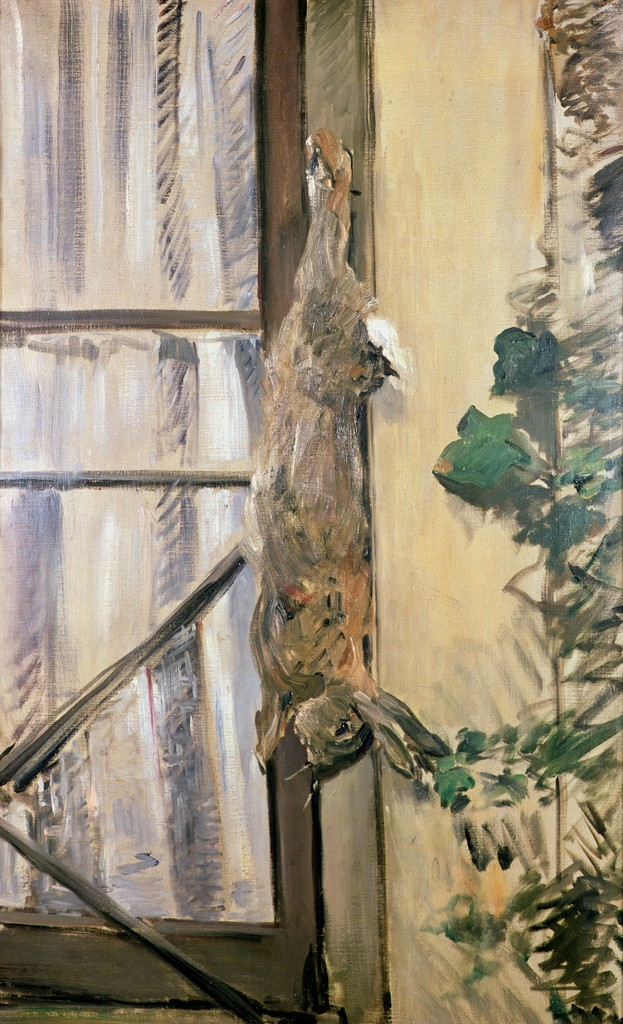
Der Hase
Édouard Manet, 1881
97,5 × 61 cm
Öl auf Leinwand
National Museum Cardiff

Der Hase (französisch: La lièvre) ist der Titel eines Gemäldes des französischen Malers Édouard Manet. Das 97,5 × 61 cm große, in Öl auf Leinwand gemalte Bild zeigt einen toten Hasen als Jagdtrophäe an einer Hauswand. Das zu einer Serie von vier nahezu gleich großen Stillleben gehörende Werk entstand 1881 während eines Kuraufenthaltes in Versailles, als Manet bereits von schwerer Krankheit gezeichnet war. Das Gemälde gehört zur Sammlung des National Museum Cardiff in Cardiff.

## Bildbeschreibung
Abgebildet ist ein toter Hase, der als Jagdtrophäe an einer Hauswand hängt. Das im Hochformat ausgeführte Gemälde zeigt in der Bildmitte den ausgestreckten Hasen etwa in Lebensgröße. Er ist mit zusammengebundenen Hinterläufen an einem Nagel aufgehängt, der sich an der Außenseite eines Fensterrahmens befindet. Trotz eines flüchtigen Pinselstrichs sind Details wie die Struktur des graubraunen Fells, der weiße Schwanz (die Blume) und der Kopf mit den geöffneten Augen, den langen Ohren und den Tasthaaren zu erkennen. Die linke Bildhälfte nimmt ein geschlossenes Fenster ein, das von den Bildrändern abgeschnitten wird. Deutlich sind die dunkelbraunen Holzleisten des rechten und unteren Rahmens zu sehen, zudem gibt es im unteren Bereich zwei diagonale und darüber in der Mitte zwei parallel verlaufene Verstrebungen. Hinter dem Fensterglas ist in verschiedenen Grautönen der Faltenwurf einer zugezogenen Gardine oder eines Vorhangs angedeutet. In der rechten Bildhälfte rankt eine Kletterpflanze an einer sandfarbene Hauswand empor. Zwar sind vereinzelte grüne Blätter erkennbar, der Bewuchs ist jedoch teilweise lediglich mit einem Pinselstrich im abstrakten Zickzackmuster wiedergegeben. Gerade in diesem Bereich wirkt das Bild skizzenhaft unfertig wie eine „ébauche“. Das Gemälde ist nicht signiert oder datiert.

## Gartenbilder aus Versailles
Manet verbrachte 1881 mehrere Monate in Versailles, wo er sich zur Kur aufhielt. Er suchte dort Linderung von den Folgen einer Syphilis-Erkrankung, unter der er seit Ende der 1870er Jahre litt. Insbesondere hatte er Schmerzen im linken Bein, wodurch er Probleme beim Gehen hatte, ihm aber auch das lange Stehen an der Staffelei Schwierigkeiten bereitete. In Versailles wohnte er von Ende Juni bis Oktober in einem Haus in der Avenue de Villeneuve–l’Étang Nr. 20. Seine ursprüngliche Idee, während des Aufenthaltes im Schlosspark von Versailles zu malen, scheiterte vermutlich an seiner Gesundheit und am unsteten Wetter. So schrieb er in einem Brief an seinen Freund Stéphane Mallarmé vom 30. Juli 1881: „Ich bin nicht zufrieden mit meiner Gesundheit, seit ich in Versailles bin.“ An seine Malerkollegin Eva Gonzalès berichtete er: „Wie Sie, hatten wir leider schreckliches Wetter zu ertragen. Ich glaube, es regnet hier schon seit gut anderthalb Monaten. So mußte ich, der ich hierher kam, um in dem von Lenôtre entworfenen Park Studien zu machen, mich damit begnügen, einfach meinen Garten, der der scheußlichste aller Gärten ist, zu malen. Einige Stilleben, und das ist alles, was ich mitbringen werde.“
Zu den in Versailles entstandenen Stillleben gehört auch das Gemälde Der Hase. Es ist Teil einer Reihe von vier Stillleben, die aus je zwei Jagd- und zwei Pflanzenmotiven besteht. Neben Der Hase malte Manet mit Toter Uhu (Stiftung Sammlung E. G. Bührle, Zürich) ein weiteres an einem Nagel hängendes Tier. In beiden Bildern wird die nature morte, das Thema Vergänglichkeit der Stilllebenmalerei, durch das Motiv überdeutlich. Während das Bild Toter Uhu in Anlehnung an die Trompe-l’œil-Malerei deutlicher ausgeführt ist, bleibt die Malerei von Der Hase „virtuos-impressionistisch“ und orientiert sich im Pinselstrich an Vorbildern wie Frans Hals und Diego Velázquez. Das Motiv eines an der Wand hängenden toten Hasen findet sich wiederholt in der Stilllebenmalerei vor Manet, etwa bei Eugène Boudin. Die beiden anderen Bilder Manets aus der Reihe sind die Gartenbilder Ackerwinde und Kapuzinerkresse (McNay Art Museum, San Antonio) und Gartenecke (Privatsammlung), die beide im flüchtigen Malstil gehalten sind. Nur das Gemälde Toter Uhu wurde von Manet signiert – ein Zeichen, dass er dieses Bild für vollendet hielt.
Bereits 1866 schuf Manet das Gemälde Das Kaninchen (Musée Angladon, Avignon). Das nach einem Vorbild von Jean Siméon Chardin gemalte Bild hat zwar motivische Ähnlichkeiten zum Werk Der Hase, unterscheidet sich aber deutlich in seiner Ausführung. Während Das Kaninchen noch im Stil des Realismus ausgeführt wurde, zeigt Der Hase den freien Pinselduktus von Manets Spätwerk.

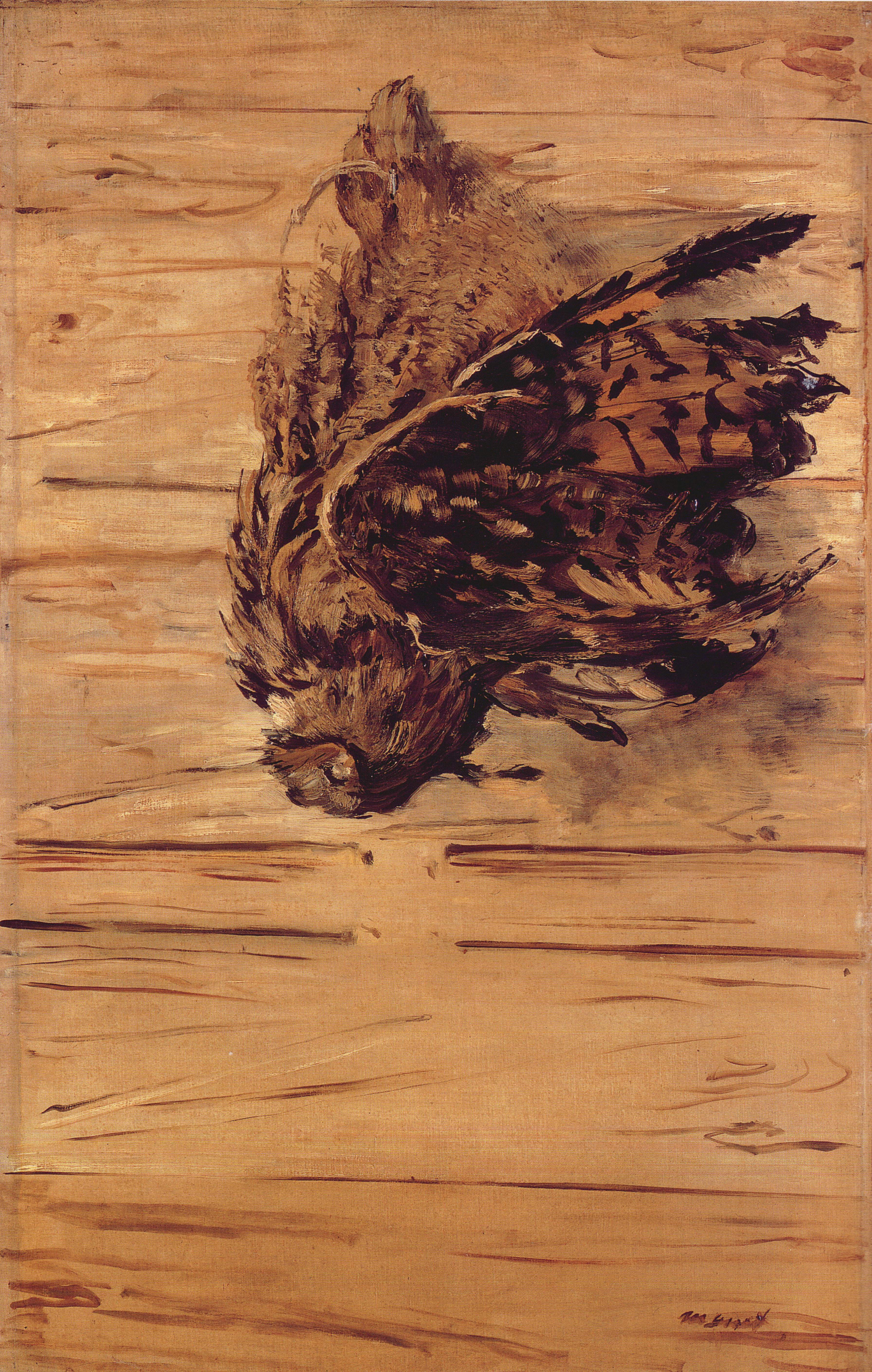
Édouard Manet: Toter Uhu 1881
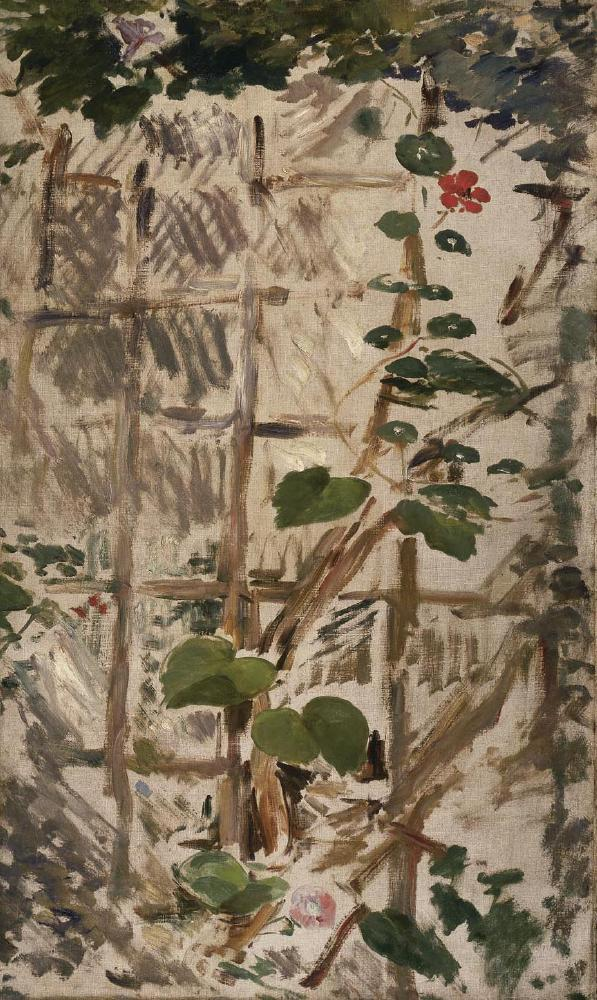
Édouard Manet: Ackerwinde und Kapuzinerkresse 1881
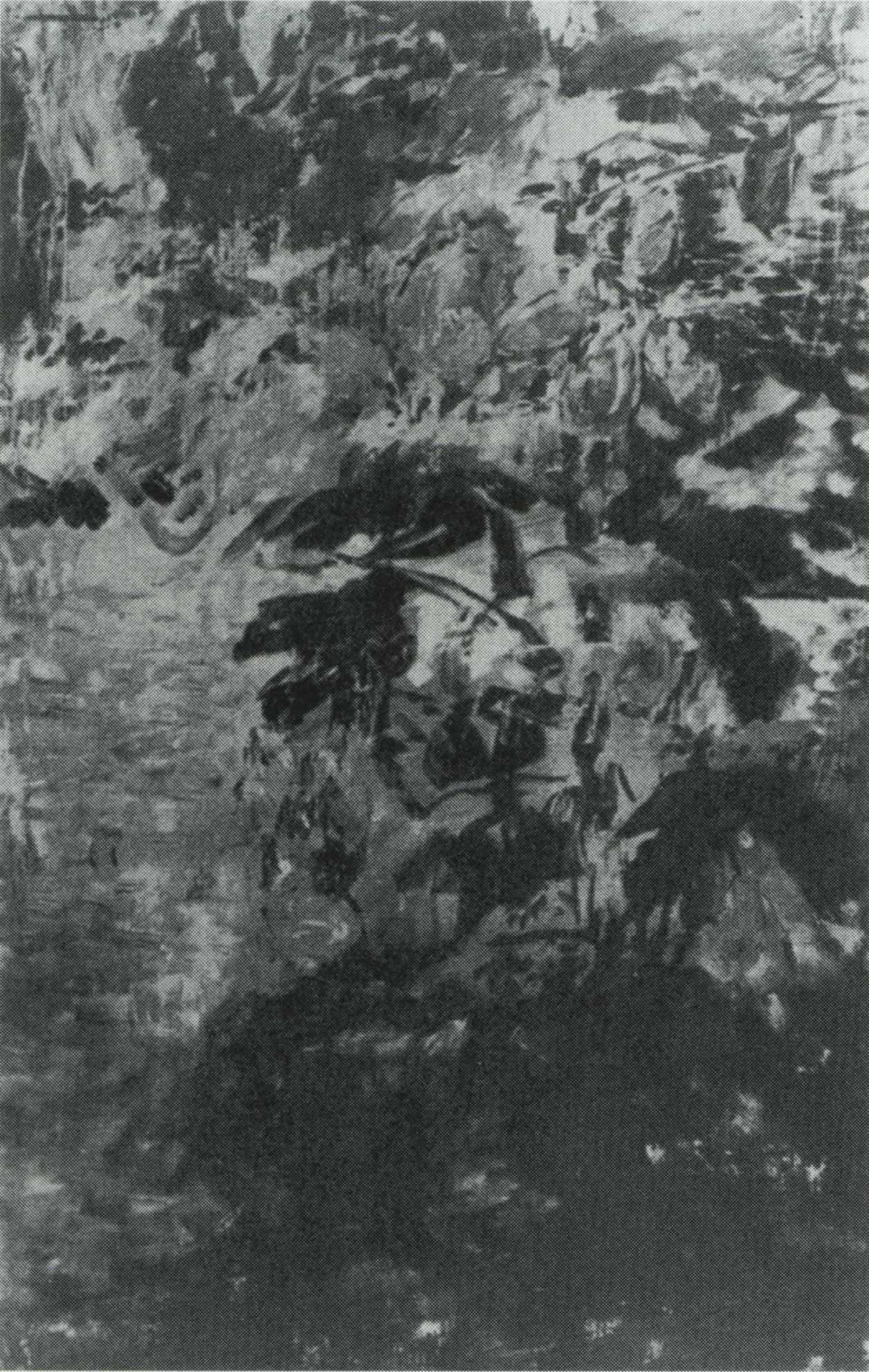
Édouard Manet: Gartenecke 1881
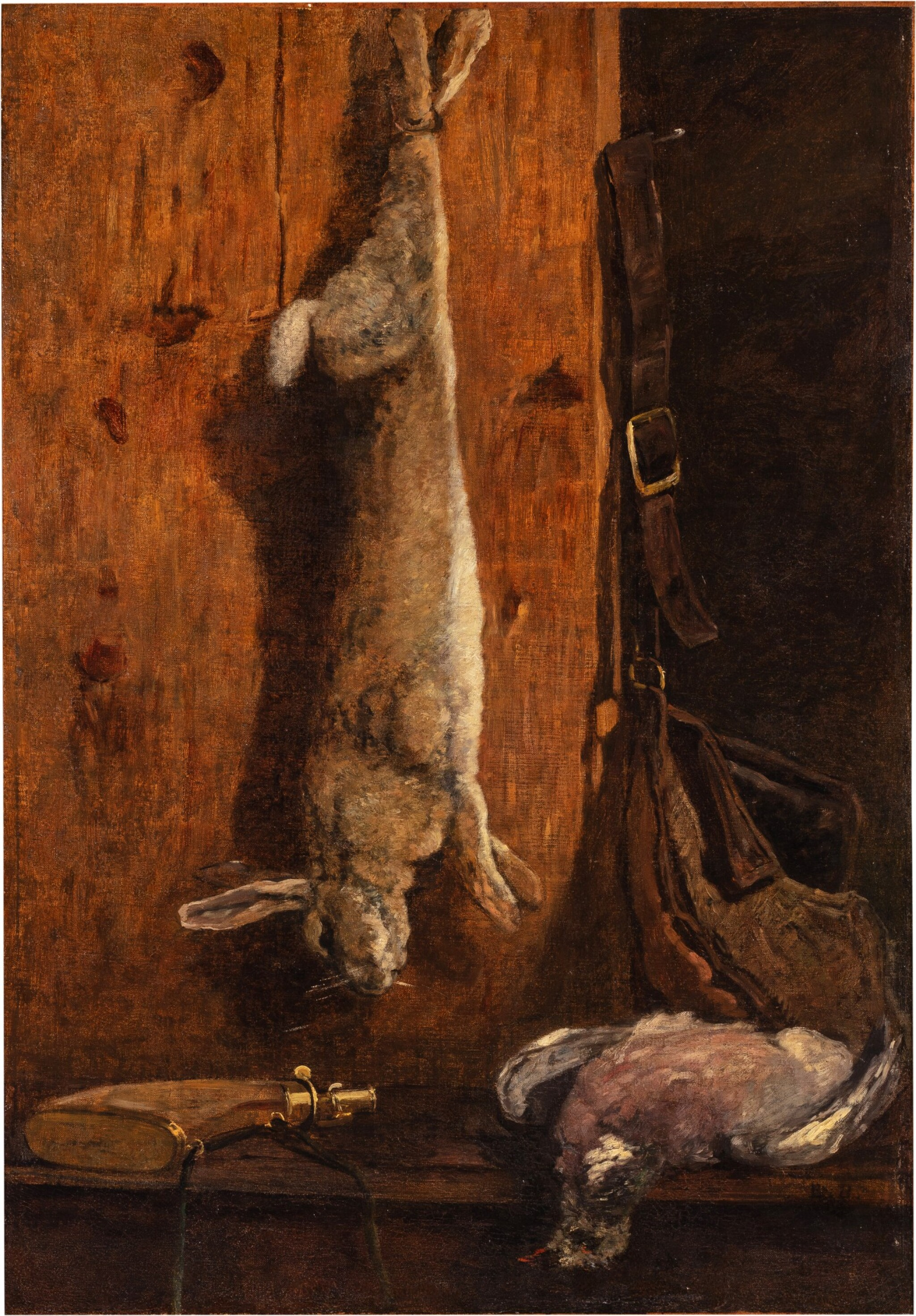
Eugène Boudin: Stillleben mit Hase und Rebhuhn um 1856–60
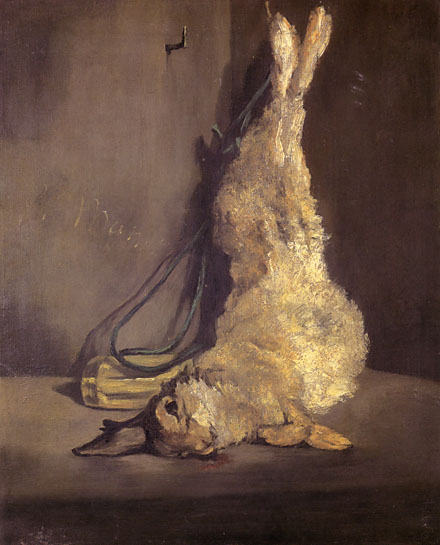
Édouard Manet: Das Kaninchen 1866

## Provenienz
Das Gemälde Der Hase befand sich bis zu Manets Tod in dessen Besitz. Bei der Nachlassauktion am 4. und 5. Februar 1884 im Hôtel Drouot ersteigerte Manets Freund Emmanuel Chabrier das Gemälde für 310 Franc. Nach seinem Tod kam das Bild erneut im Auktionshaus Drouot zur Versteigerung und wurde am 26. März 1896 für 1000 Franc vom Kunsthändler Paul Durand-Ruel erworben. Dieser verkaufte das Werk am 31. Oktober 1896 weiter an den Kunstsammler W. R. Green. Unklar ist, ob sich das Bild anschließend im Besitz des Kunstsammlers Alphonse Kann befunden hat. Als nächster Besitzer ist der Politiker und Schriftsteller Denys Cochin bekannt. 1917 wechselte das Gemälde schließlich über die Kunsthandlung Bernheim-Jeune in den Besitz der walisischen Kunstsammlerin Gwendoline Davies. Sie vermachte das Bild dem National Museum Cardiff, zu dessen Sammlung es seit 1952 gehört.